# Le Télégramme
Pour le message envoyé par télégraphe, voir Télégramme.
Pour l'application de messagerie instantanée, voir Telegram.
Le Télégramme est un média régional français de Bretagne, dont le siège se trouve à Morlaix (Finistère). Sa version imprimée est diffusée dans le Finistère, les Côtes-d'Armor, le Morbihan et en Ille-et-Vilaine.
Il emploie 550 personnes, dont près de 220 journalistes.
Sa diffusion payée est de 161 277 exemplaires vendus chaque jour en moyenne pour l'année 2024.
Le Télégramme est le socle du Groupe Télégramme, comprenant plus d'une trentaine de société dans trois univers : celui des médias, celui de l'emploi, du recrutement et de la formation avec le groupe Hellowork et celui du sport outdoor et de la course au large avec OCSport-Pen Duick qui organise entre autres la Route du Rhum. En 2022, le pôle média (qui inclut donc le quotidien) a réalisé la moitié du chiffre d'affaires du groupe qui s'élève à près de 200 millions d'euros.[pertinence contestée]

## Histoire
Le Télégramme a été créé en septembre 1944 sous le titre Télégramme de Brest et de l’Ouest, en remplacement de La Dépêche de Brest et de l'Ouest, sous la direction de Victor Le Gorgeu, ancien maire de Brest et homme influent du parti radical-socialiste qui lui donne sa couleur politique. Victor Le Gorgeu était l'un des quatre-vingt parlementaires qui avaient refusé de voter les pleins pouvoirs à Pétain. En 1947, il est remplacé par Marcel Coudurier, ancien actionnaire de La Dépêche de Brest, et le journal devient un journal d’information généraliste, sans renier son héritage républicain et laïc.
L'imprimerie, qui est celle de La Dépêche, reste à Morlaix où le journal s'était replié entre mai et septembre 1941 pour échapper à la destruction quasi complète de la ville de Brest par les bombardements alliés. En mars, une bombe avait traversé les trois étages du siège brestois sans éclater.
Les débuts sont difficiles, dans un contexte général de pénurie qui pèse sur l'approvisionnement en papier. Le Télégramme, imprimé au format d’une demi-feuille, tire à 80 000 exemplaires en trois éditions et est vendu 1,50 franc. Marcel Coudurier étend d'abord la diffusion vers Quimper, préfecture du département, puis la pousse de plus en plus vers l'est.
Dans les années 1950, le journal comporte de huit à douze pages en sept éditions et tire à 110 000 exemplaires. Le développement vers le sud et l'est se poursuit au cours des décennies suivantes. En 1962, Jean-Pierre Coudurier qui travaillait déjà aux côtés de son père Marcel depuis plusieurs années, prend sa succession à la présidence du Conseil d'administration.
Dès 1965, Le Télégramme s'intéresse à la photo couleur et fait figure de pionnier dans ce domaine. La première photo en quadrichromie est publiée à la Une du journal en avril 1968. L'offset va s'imposer progressivement, tandis que le journal explore des procédés nouveaux (Lumitypes) pour s'affranchir de la composition "chaude" au plomb,. En 1977, les dernières Linotypes servant à composer le journal sont arrêtées. En 1978, avec l'installation d'une nouvelle rotative Harris 1650 et le perfectionnement d'une autre, l'intégralité du journal est imprimée en offset. L'ère de la typographie est révolue. En mars 2002, après avoir investi en 1997 et 2000 dans deux rotatives Wifag à pilotage numérique, des prototypes mondiaux, Le Télégramme est le premier grand quotidien régional à adopter le format tabloïd. Le journal, imprimé en 19 éditions différentes et qui peut atteindre 80 pages, est le premier quotidien agrafé.
Après quelques évolutions de maquette en 2009 et 2014, le journal change assez profondément de formule à l'automne 2019 en organisant ses informations en deux cahiers : l'un consacré aux informations générales, régionales et sportives, l'autre aux informations locales.
En juin 2022, le média breton remplace ses deux rotatives Wifag par une nouvelle machine de marque Manroland-Goss, l'une des plus modernes d'Europe. Plus sobre en énergie, consommant des plaques offset fabriquées sans chimie, dotée de nombreux automatismes, cette rotative imprime jusqu'à 90 000 exemplaires à l'heure.

## Direction et orientation éditoriale
La direction du journal est assurée par Édouard Coudurier, président directeur général du Groupe Télégramme qui est aussi directeur de la publication, et par Ronan Leclercq, nommé directeur général de la branche média en novembre 2021.
Hubert Coudurier, frère aîné d'Edouard Coudurier, est directeur de l'information, éditorialiste et membre du conseil de surveillance. Dans la pratique, il anime les pages internationales, nationales et littéraire ainsi qu'un réseau de chroniqueurs. Hubert Coudurier est président des chaînes de télévision TNT  Tébéo et Tébésud, qui couvrent à elles deux le Finistère, le Morbihan et l'Ouest des Côtes-d'Armor et où il anime une émission hebdomadaire d'entretiens avec des personnalités des mondes politique, économique ou littéraire, intitulée L'Invité.
Olivier Clech, ancien co-rédacteur en chef du journal et ancien directeur du pôle TV, est directeur délégué.
Samuel Petit, rédacteur en chef, pilote une rédaction d'environ 220 journalistes répartis entre le siège du journal, à Morlaix, où se trouvent les services centraux de la rédaction (rédaction en chef, informations générales, économiques, sportives, numérique...) et une vingtaine d'agences dans les principales villes bretonnes.
Suivant l'héritage politique radical de ses origines, Le Télégramme a souvent été vu comme plus à gauche que Ouest-France, dont les liens avec la démocratie-chrétienne ont toujours été revendiqués. Cependant, comme la plupart des médias généralistes, il a évolué dès l'après-guerre vers le pluralisme des opinions en proposant à ses lecteurs des chroniques et des analyses de sensibilités très diverses et en évitant les positions partisanes.[citation nécessaire] Les éditorialistes désormais proches de la droite identitaire y défendent le groupe Bolloré et CNEWS, chaîne pour laquelle Hubert Coudurier est chroniqueur régulier.

## Effectifs
Comme dans tous les médias d'information régionaux, le fonctionnement du Télégramme repose sur plusieurs catégories de personnels avec des statuts différents : les journalistes, les techniciens, les employés et cadres administratifs. Par ailleurs, la rédaction alimente ses chroniques locales à partir des contributions de quelque 500 correspondants locaux et sportifs qui sont des travailleurs indépendants, généralement très implantés dans leur localité. La distribution du journal aux abonnés portés à domicile, qui constituent l'essentiel des clients, s'appuie elle aussi sur un important réseau d'environ 800 travailleurs indépendants ressortissant du statut de vendeur-colporteur de presse.

## Contenu particulier
En plus des habituelles pages locales, régionales, nationales et internationales, Le Télégramme accorde une place particulière à la culture bretonne sous toutes ses formes d'expression (traditions, patrimoine, langue, musique...) Chaque jeudi, il publie ainsi une page en breton : Spered ar vro. Les informations relatives à la Loire-Atlantique sont publiées dans les pages régionales « Bretagne », le Télégramme ne disposant pas d'édition locale dans ce département.

## Publications

### Le quotidienLe Télégramme
Le Télégramme parait tous les jours, sauf les 1er mai (fête du travail), 25 décembre (Noël) et 1er janvier (jour de l'an). Parmi les nombreuses évolutions de maquette qu'a connues le quotidien, l'une des plus spectaculaires fut le passage au format tabloïd, en mars 2002. Ce changement avait été mûrement préparé d'abord grâce au supplément sportif du lundi puis, à partir de janvier 1998, à travers le Télégramme Dimanche, édition du 7ème jour comportant moins d'éditions qu'en semaine, qui a servi durant quatre ans de laboratoire grandeur nature à la réalisation du nouveau format. Dès le début des années 1990, Marcel Quiviger, qui deviendra plus tard rédacteur en chef, avait initié une profonde réorganisation de la maquette visant à renforcer la lisibilité du journal et la place de l'image. Pour cela, il s'était alors rapproché d'un célèbre graphiste breton, Alain Le Quernec, qui était réputé pour ses affiches percutantes et avait, de ce fait, une approche anticonformiste du graphisme de presse. Ce travail, qui s'est prolongé bien après, a considérablement facilité le changement de format et modernisé l'image du quotidien. Le passage au format tabloïd a accéléré la progression de la diffusion qui a atteint le sommet de sa courbe vers 2012 avec près de 210 000 exemplaires vendus chaque jour, alors même que les usages numériques s'installaient dans la vie quotidienne des lecteurs et bouleversaient les repères traditionnels de la presse écrite.
En 2019, une nouvelle étape est franchie dans la modernisation du journal avec, en semaine, une réorganisation des contenus en deux cahiers distincts. Un cahier "général" agrafé contenant les informations générales (Monde, France, Économie), régionales, sportives, thématiques (cinéma, jeux, BD, TV) et un cahier "local" propre à chacune des vingt éditions, contenant les informations de proximité (vie locale, infos pratiques, annonces, météo...). Le dimanche, toute l'information du jour (générale et locale) est réunie dans le premier cahier et le deuxième cahier est intégralement consacré à l'actualité sportive. Le lundi, les sports sont regroupés dans un cahier spécial, lui-même inséré dans le cahier local.

### Suppléments et hors-séries
Des suppléments accompagnent régulièrement le quotidien dans les kiosques. Outre les suppléments hebdomadaires Fémina (le dimanche) et le samedi, depuis janvier 2023, Diverto (programmes TV), la rédaction propose régulièrement des hors-séries thématiques ou liés à une actualité, comme le centenaire d'En Avant de Guingamp (2012), le rappel, 40 ans après, du naufrage de l'Amoco Cadiz (2018) ou, en 2022, le hors-série répertoriant le Patrimoine insolite breton vu du ciel.

### Site Internet
Le Télégramme a été l'un des premiers quotidiens en France à s'être lancé sur internet, en avril 1996. Le quotidien a d'abord, comme l'ensemble des médias, proposé son contenu en accès gratuit avant de passer, à la fin de la première décennie 2000, à un modèle hybride associant contenus « premium », réservés aux abonnés, et contenus gratuits. Tous les abonnés à la version papier jouissent, sans supplément de prix, d'un accès complet aux contenus numériques.
En 2023, Le Télégramme est accessible sur son site et à travers une application mobile.
En 2022, les différents canaux numériques, site web et application mobile, attirent chaque mois une moyenne de 20 millions de visites.

## Diffusion
Le Télégramme est l'un des rares quotidiens français qui a connu une progression régulière de sa diffusion jusqu'en 2012, et qui, depuis, résiste le mieux à l'érosion de l'imprimé face à la consommation d'information par voie numérique. Le 15 juin 2009, Le Télégramme a d'ailleurs reçu la récompense de « Meilleur quotidien 2009 » et son tirage moyen a atteint, cette année-là, 208 000 exemplaires, devançant de nombreux quotidiens nationaux ou régionaux (Les Échos, La Croix, L'Humanité).
En 2022, il se plaçait au troisième rang de la presse quotidienne française, presses régionale et nationale confondues, par sa diffusion imprimée.
- Le Télégramme [10]

| 2012    | 2013    | 2014    | 2015    | 2016    | 2017    | 2018    | 2019    | 2020    | 2021    | 2022    | 2023    | 2024    |
| ------- | ------- | ------- | ------- | ------- | ------- | ------- | ------- | ------- | ------- | ------- | ------- | ------- |
| 209 615 | 207 026 | 205 654 | 202 626 | 199 510 | 196 998 | 192 813 | 188 772 | 181 925 | 178 680 | 174 140 | 168 062 | 164 871 |

### Éditions locales
Les 20 éditions couvrent les trois départements de la pointe Bretagne.
| Département   | Nombre | Nom des éditions |
| ------------- | ------ | --- |
| Finistère     | 10     | Brest, Brest Abers Iroise, Carhaix, Châteaulin-presqu'île de Crozon, Concarneau, Landerneau/Lesneven, Morlaix, Quimperlé, Quimper, Ouest Cornouaille |
| Côtes-d'Armor | 6      | Saint-Brieuc, Loudéac/Rostrenen, Lannion/Paimpol, Guingamp, Lamballe-Dinan, Dinan-Saint-Malo                                                         |
| Morbihan      | 4      | Lorient, Pontivy, Auray, Vannes |

Présent depuis 2012 sur le Pays de Saint-Malo, le journal a par ailleurs fortement développé sa couverture de l'actualité du département d'Ille-et-Vilaine et, notamment, de l'agglomération rennaise. Un onglet spécifique y est consacré sur son site web. Le Groupe Télégramme possède aussi le Mensuel de Rennes qui y est diffusé depuis 2009.

## Distinctions
- 2021 : letelegramme.fr est l'un des deux seuls sites français d'information régionale (avec LaNouvelleRépublique.fr) ayant obtenu la note maximale de 100/100 dans le classement NewsGard pour la fiabilité de ses contenus.
- Prix du « Meilleur quotidien » décerné par CB News, en 2009 et en 2015[12].
- Prix du « Meilleur quotidien régional de l’année » décerné par CB News en 2003, 2004 et 2005[13].
- Prix spécial du jury des Victoires de la presse à Lyon le 5 décembre 2011.
- Prix de la « Meilleure Une » au festival du Scoop d’Angers à 4 reprises : pour les Unes du 14 juin 2004, du 8 septembre 2010.
- « Étoiles de l’OJD » (de la plus forte augmentation de la diffusion de la presse quotidienne régionale) en 2004-2005-2006-2007-2008-2010-2011
- Prix de la « Meilleure Une européenne » (pour la Une du 22 août 2003)

## Prix décernés parLe Télégramme
- Grand prix du disque du Télégramme (de 2003 à 2020)
- Prix des Lecteurs du Télégramme (de 2002 à 2014)
- Les Victoires de la Bretagne, qui désigne tous les ans depuis 1993 le Breton de l'année. En 2014, il a élargi ce titre en organisant chaque année les Victoires de la Bretagne durant laquelle une quinzaine de trophées sont décernés dans diverses catégories représentant tous les secteurs d'activité (entreprises, environnement, action publique, arts et spectacle, innovation, etc).

Les Bretonnes et Bretons de l'année élu(e)s depuis 1993 sont : 
- 2022 : Nolwenn Febvre, présidente de l'association "Les P'tits doudous" (Rennes) ;
- 2021 : Jean Le Cam, skipper ;
- 2020 : Marie-Solène Letoqueux, enseignante (Fougères) ;
- 2019 : Jean-René Mahé, créateur d'une association d'aide au personnes souffrant d'illettrisme (Guerlesquin, 29) ;
- 2018 : Franck Zal, fondateur de la société de biotechnologies Hemarina (Morlaix) ;
- 2017 : Armel Le Cléac'h, vainqueur du Vendée Globe ;
- 2016 : la pneumologue brestoise Irène Frachon pour son combat contre le laboratoire Servier (affaire du Mediator) ;
- 2015 : Gilles Falc'hun, président-directeur général de la Société Sill (Plouvien, 29) ;
- 2014 : Miossec ;
- 2013 : le Fonds Leclerc (les Bonnets rouges par les internautes) ;
- 2012 : trois médecins de Brest (Pascal Piriou par les internautes)[14] ;
- 2011 : Maria Lambour[15] (Nolwenn Leroy par les internautes) ;
- 2010 : Irène Frachon[16] (Cécile Corbel par les internautes);
- 2009 : André Ollivro[17] ;
- 2008 : Yoann Gourcuff ;
- 2007 : Jean Jouzel ;
- 2006 : Étienne Le Guilcher [18] ;
- 2005 : Sylvie Frelaut[19] ;
- 2004 : François Nicot[20] ;
- 2003 : Raphaëla Le Gouvello[21] ;
- 2002 : Christophe Le Goadec[22] ;
- 2001 : Yann Tiersen[23] ;
- 2000 : Rémy Basque ;
- 1998 : Matmatah ;
- 1995 : Dan Ar Braz[23].

## Dans la culture
Le Télégramme de Brest est le titre d'une chanson du groupe Les Wampas, parue en 2003 sur l'album Never Trust a Guy Who After Having Been a Punk, Is Now Playing Electro.